# Giancarlo Morelli (politico)
Giancarlo Morelli (Rovigo, 25 maggio 1922 – Rovigo, 26 aprile 2013) è stato un politico italiano Dal 1951 al 1956 ha ricoperto la carica di sindaco di Rovigo.

## Biografia
Eletto sindaco della sua città natale, affrontò in carica le operazioni di soccorso e ricostruzione legate all'Alluvione del Polesine del novembre 1951, rimase in carica fino al 1956.
Candidato alla Camera col PCI alle elezioni politiche del 1963, inizialmente non venne eletto, ma nell'aprile 1964 diventa deputato della IV legislatura subentrando a Francesco Ferrari. Venne poi confermato nel 1968 per la V Legislatura. Nel Parlamento nazionale agì principalmente per la riforma della sanità pubblica. Terminò il mandato parlamentare nel 1972.
Contrario alla svolta della Bolognina del 1989, fu uno dei promotori della nascita del Partito della Rifondazione Comunista nel 1991 e poi del Partito dei Comunisti Italiani nel 1998. 
Presidente del consiglio comunale rodigino dal 1994 al 1998, negli ultimi anni di attività politica aderì al neonato Partito Democratico. Morì all'età di 90 anni il 26 aprile 2013.